# C/2007 E2 (Lovejoy)
C/2007 E2 (Lovejoy), ne-periodični komet kojega je 15. ožujka 2007. otkrio amaterski astronom Terry Lovejoy. Snimljen je pomoću digitalnog fotoaparata Canon 350D i 200 mm objektiva. Prvu službenu orbitu izračunao je Brian G. Marsden prema kojoj je točka perihela iznosila 1,092 AJ. Zelenkasta boja kometa posljedica je izobilja cijanogena i diatomskog ugljika.